# Kleine Oker
Die Kleine Oker ist ein rechter Nebenfluss der Oker bei Altenau im Oberharz.

## Verlauf
Die Kleine Oker hat ein Einzugsgebiet von 1,7 km2 und entspringt dem etwa drei Kilometer südöstlich der Bergstadt Altenau am 730 Meter hoch gelegenen Sumpfgebiet des Lilierkopfes, eines Ausläufers des Bruchberges. Sie fließt als naturbelassenes Gewässer teilweise von Laubbäumen gesäumt zwischen Mühlen- und Kunstberg in Richtung Norden zu Tal und kreuzt im Oberlauf den Dammgraben. Etwa einen Kilometer unterhalb der Kreuzung gelangt die Kleine Oker in den Kleinen Okerteich, einen ehemaligen Bergbauteich, welcher seit den 1920er Jahren als Waldschwimmbad dient. Am nördlichen Ende des Bades ist das Gewässer von einem Tennisplatz überbaut und tritt aus einem Betonrohr wieder hervor. In Altenau selbst ist der Bachlauf an die städtische Bebauung angepasst und wird bis auf wenige Ausnahmen durch Mauern und Verrohrung eingezwängt. Im Stadtzentrum von Altenau fließt die Kleine Oker unterirdisch neben dem Rathaus zum Marktplatz, wo sie auf 460 Metern in die Große Oker mündet.